# Rafał Wojaczek
Rafał Wojaczek (Mikołów, 6 dicembre 1945 – Breslavia, 11 maggio 1971) è stato un poeta e scrittore polacco, tra i più sensibili interpreti dei cambiamenti sociali.

## Biografia
Nato a Mikołów da una nota famiglia di intellettuali e artisti. Suo padre era un insegnante di scuola media e traduttore (in seguito fu preside di una scuola a Prudnik), ha insegnato nelle scuole secondarie di Mikołów, Katowice-Ligota e Kędzierzyn-Koźle, mentre la madre lavorava in una casa editrice. Cominciò a studiare filologia polacca presso l'Università Jagellonica, ma interruppe gli studi e nel 1964 si trasferì a Breslavia. Nel 1969 apparve il suo primo volume Sezon, ben accolto dalla critica. A Breslavia è stato inserito per un certo tempo in un ospedale psichiatrico. Nel 1970 ha pubblicato la sua seconda raccolta di poesie Inna Bajka. Nel 1971 morì suicida dopo un'overdose di farmaci. La tomba del poeta si trova nel Cimitero di san Lorenzo a Breslavia. Nel 2000 nella stessa tomba, venne sepolto il fratello di Rafał, Andrzej, attore al teatro di Breslavia.
Nel 1999 è stato realizzato un film, diretto da Lech Majewski Wojaczek, il ruolo del poeta è stato interpretato da Krzystof Siwczyk. 

## Opere
- Sezon (1969)
- Inna bajka (1970)

Pubblicazioni postume:
- Którego nie było (1972)
- Nie skończona krucjata (1972)
- Utwory zebrane (1976)
- Dla M  (1977)
- Poezje wybrane (1983)
- List do nieznanego poety (1985), wydanie II: Wydawnictwo Dolnośląskie, Wrocław 1987, ss. 136.
- Reszta krwi, Mikołów (1999)
- Sanatorium, Biuro Literackie, Wrocław (2010); la prima edizione completa del romanzo, completato con brani, espunti dalla censura nel 1976, del volume Utwory zebrane.
- Il poeta andava fucilato, Delufa Press, Roma (2024); edizione bilingue, traduzione italiana effettuata da Francesco De Luca e Bożena Topolska.